# کالیپترووو
کالیپترووو (به بلغاری: Kalipetrovo) یک منطقهٔ مسکونی در بلغارستان است که در استان سیلیسترا واقع شده‌است.
 کالیپترووو ۴۸٫۵۷۴ کیلومتر مربع مساحت و ۴٬۲۶۶ نفر جمعیت دارد.